# Groupe de NGC 1395
Le groupe de NGC 1395 comprend au moins 32 galaxies situées dans les constellations de l'Éridan et du Fourneau. La distance moyenne entre ce groupe et la Voie lactée est d'environ 21,9 Mpc (∼71,4 millions d'al). 

## Membres
Le tableau ci-dessous liste les 31 galaxies du groupe indiquées dans l'article de A.M. Garcia paru en 1993. La dernière galaxie du tableau ESO 548-27 ou encore NGC 1347 NED02 forme une paire avec la galaxie NGC 1347, mais elle ne figure pas dans la liste de Garcia.    
| Nom               | Const.   | Class.         | Type                        | α (J2000.0)   | δ (J2000.0)  | Vitesse radiale (km/s) | m            | Distance (Mpc) | Diamètre (kal) |
| ----------------- | -------- | -------------- | --------------------------- | ------------- | ------------ | ---------------------- | ------------ | -------------- | -------------- |
| NGC 1315          | Éridan   | SB0^+(rs)?     | Lenticulaire                | 03h 23m 06.6s | -21° 22′ 31″ | 1615 ± 23              | 12,6         | 21,8 ± 1,6     | 37             |
| NGC 1325          | Éridan   | SA(s)bc        | Spirale                     | 03h 24m 25.6s | -21° 32′ 39″ | 1591 ± 5               | 11,5         | 21,4 ± 1,5     | 137            |
| NGC 1331          | Éridan   | E2?            | Elliptique                  | 03h 26m 28.3s | -21° 21′ 19″ | 1210 ± 20              | 13,4         | 15,8 ± 1,2     | 33             |
| NGC 1332          | Éridan   | S0^-?(s)       | Lenticulaire                | 03h 26m 17.2s | -21° 20′ 07″ | 1619 ± 6               | 10,3         | 21,9 ± 1,5     | 109            |
| NGC 1347          | Éridan   | SB(s)c? pec    | Spirale barrée              | 03h 29m 41.5s | -22° 17′ 06″ | 1759 ± 6               | 13,2         | 24,0 ± 1,7     | 55             |
| NGC 1353          | Éridan   | SB(rs)b?       | Spirale barrée              | 03h 32m 03.0s | -20° 49′ 09″ | 1525 ± 8               | 11,5         | 20,6 ± 1,5     | 125            |
| NGC 1371 NGC 1367 | Fourneau | SAB(rs)a       | Spirale intermédiaire       | 03h 35m 01.3s | -24° 56′ 00″ | 1463 ± 2               | 10,7         | 19,8 ± 1,4     | 203            |
| NGC 1377          | Éridan   | S0^0           | Lenticulaire                | 03h 36m 39.1s | -20° 54′ 08″ | 1792 ± 30              | 12,5         | 24,6 ± 1,8     | 61             |
| NGC 1385          | Fourneau | SB(s)cd        | Spirale barrée              | 03h 27m 28.8s | -24° 30′ 01″ | 1499 ± 5               | 10,9         | 20,4 ± 1,4     | 127            |
| NGC 1395          | Éridan   | E2             | Elliptique                  | 03h 38m 29.7s | -23° 01′ 39″ | 1717 ± 7               | 9,6          | 23,6 ± 1,7     | 264            |
| NGC 1401          | Éridan   | SB(s)0^0^:     | Lenticulaire                | 03h 39m 21.8s | -22° 43′ 29″ | 1495 ± 23              | 12,3         | 20,3 ± 1,5     | 56             |
| NGC 1414          | Éridan   | SB(s)bc?       | Spirale barrée              | 03h 40m 57.0s | -21° 42′ 47″ | 1697 ± 5               | 14,0         | 23,3 ± 1,6     | 50             |
| NGC 1415          | Éridan   | (R)SAB(rs)a?   | Spirale intermédiaire       | 03h 40m 56.8s | -22° 33′ 52″ | 1585 ± 7               | 11,9         | 21,7 ± 1,5     | 113            |
| NGC 1422          | Éridan   | SBab pec       | Spirale barrée              | 03h 41m 31.1s | -21° 40′ 54″ | 1658 ± 4               | 13,2         | 22,8 ± 1,6     | 67             |
| NGC 1426          | Éridan   | E4             | Elliptique                  | 03h 42m 49.1s | -22° 06′ 30″ | 1443 ± 6               | 11,4         | 19,6 ± 1,4     | 129            |
| NGC 1438          | Éridan   | SB(r)0/a?      | Lenticulaire                | 03h 45m 17.2s | -23° 00′ 09″ | 1555 ± 6               | 12,4         | 21,4 ± 1,5     | 95             |
| NGC 1439          | Éridan   | E1             | Elliptique                  | 03h 44m 49.9s | -21° 55′ 14″ | 1667 ± 10              | 11,4         | 23,0 ± 1,6     | 124            |
| IC 1952           | Éridan   | SB(s)bc?       | Spirale barrée              | 03h 33m 26.7s | -23° 42′ 46″ | 1812 ± 4               | 12,7         | 24,9 ± 1,8     | 75             |
| IC 1953           | Éridan   | SB(rs)d        | Spirale barrée              | 03h 33m 41.9s | -21° 28′ 43″ | 1867 ± 6               | 11,7         | 25,7 ± 1,8     | 82             |
| IC 1962           | Éridan   | SB(s)dm        | Spirale barrée magellanique | 03h 35m 37.5s | -21° 17′ 39″ | 1814 ± 2               | 14,1         | 24,9 ± 1,8     | 68             |
| ESO 482-17        | Éridan   | Sab            | Spirale                     | 03h 37m 43.3s | -22° 54′ 29″ | 1346 ± 30              | 13,85 ± 0,09 | 18,8 ± 1,7     | 34             |
| ESO 482-18        | Éridan   | S?             | Spirale?                    | 03h 38m 17.6s | -23° 25′ 09″ | 1687 ± 37              | 13,41 ± 0,09 | 23,2 ± 1,7     | 40             |
| ESO 482-35        | Éridan   | SB(rs)ab       | Spirale barrée              | 03h 41m 14.8s | -23° 50′ 13″ | 1890 ± 10              | 11,66        | 26,2 ± 1,9     | 65             |
| ESO 548-11        | Éridan   | SB(s)m         | Spirale barrée magellanique | 03h 24m 55.3s | -21° 47′ 02″ | 1453 ± 8               | 15,00 ± 0,09 | 19,4 ± 1,4     | 25             |
| ESO 548-21        | Éridan   | SB(s)m?        | Spirale barrée magellanique | 03h 27m 35.3s | -21° 13′ 42″ | 1684 ± 3               | 12,72        | 22,9 ± 1,6     | 67             |
| ESO 548-25        | Éridan   | (R')SB(s)a pec | Spirale barrée              | 03h 29m 00.7s | -22° 08′ 48″ | 1680 ± 18              | 13,85 ± 0,09 | 22,8 ± 1,6     | 54             |
| ESO 548-29        | Éridan   | SABb           | Spirale intermédiaire       | 03h 30m 47.2s | -21° 03′ 30″ | 1280 ± 6               | 13,16 ± 0,09 | 17,0 ± 1,2     | 27             |
| ESO 548-34        | Éridan   | SB?            | Spirale barrée              | 03h 32m 57.6s | -21° 05′ 22″ | 1665 ± 6               | 13,29 ± 0,09 | 22,7 ± 1,6     | 49             |
| ESO 548-49        | Éridan   | S?             | Spirale ?                   | 03h 35m 28.1s | -21° 13′ 01″ | 1510 ± 38              | 14,93        | 20,4 ± 1,5     | 32             |
| ESO 548-70        | Éridan   | SBd?           | Spirale barrée              | 03h 40m 41.0s | -22° 17′ 13″ | 1422 ± 30              | 13,50        | 19,3 ± 1,4     | 44             |
| ESO 549-18        | Éridan   | SAB(rs)c       | Spirale intermédiaire       | 03h 48m 14.1s | -21° 28′ 28″ | 1587 ± 7               | 13,16 ± 0,09 | 22,2 ± 1,6     | 72             |
| ESO 548-27        | Éridan   | ?              | ?                           | 03h 29m 41.2s | -22° 17′ 28″ | 1759 ± 6               | 12,97 ± 0,09 | 24,0 ± 1,7     | 54             |

Le site DeepskyLog permet de trouver aisément les constellations des galaxies mentionnées dans ce tableau ou si elles ne s'y trouvent pas, l'outil du site constellation permet de le faire à l'aide des coordonnées de la galaxie. Sauf indication contraire, les données proviennent du site NASA/IPAC. 